# Джулія Габба
Джулія Габба (італ. Giulia Gabba; нар. 20 лютого 1987) — колишня італійська тенісистка.
Найвищу одиночну позицію світового рейтингу — 183 місце досягла 16 липня 2007, парну — 157 місце — 11 червня 2007 року.
Здобула 8 парних титулів туру ITF.

## Фінали турнірів WTA

### Парний розряд (0-1)
| Результат | Дата          | Турнір                                                | Рівень        | Покриття | Партнерка    | Суперниці                         | Рахунок  |
| --------- | ------------- | ----------------------------------------------------- | ------------- | -------- | ------------ | --------------------------------- | -------- |
| Поразка   | 22 липня 2006 | Internazionali Femminili di Tennis di Palermo, Італія | International | Ґрунт    | Аліче Канепа | Жанетта Гусарова Міхаелла Крайчек | 0–6, 0–6 |

## Фінали ITF
| турніри $50,000 |
| турніри $25,000 |
| турніри $10,000 |

### Одиночний розряд (0–4)
| Результат | Ранг | Дата            | Турнір                 | Покриття | Суперниця           | Рахунок             |
| --------- | ---- | --------------- | ---------------------- | -------- | ------------------- | ------------------- |
| Поразка   | 1.   | 2 жовтня 2005   | Б'єлла, Італія         | Ґрунт    | Юлія Бейгельзимер   | 2–6, 4–6            |
| Поразка   | 2.   | 24 вересня 2006 | Лечче, Італія          | Ґрунт    | Сімона Матей        | 3–6, 6–4, 3–6       |
| Поразка   | 3.   | 21 квітня 2007  | Барі, Італія           | Ґрунт    | Анжеліка Реш        | 4–6, 7–6(3), 5–7    |
| Поразка   | 4.   | 25 серпня 2008  | Влардінген, Нідерланди | Ґрунт    | Мервана Югич-Салкич | 7–6(5), 6–7(7), 5–7 |

### Парний розряд (8–5)
| Результат | Ранг | Дата            | Турнір                    | Покриття  | Партнерка           | Суперниці                         | Рахунок          |
| --------- | ---- | --------------- | ------------------------- | --------- | ------------------- | --------------------------------- | ---------------- |
| Перемога  | 1.   | 27 вересня 2004 | Беневенто, Італія         | Тверде    | Карін Кнапп         | Мартіна Бабакова Сандра Заглавова | 6–2, 0–1 ret.    |
| Поразка   | 1.   | 2 травня 2005   | Катанія, Італія           | Ґрунт     | Валентіна Сульпіціо | Альберта Бріанті Джулія Казоні    | 3–6, 3–6         |
| Поразка   | 2.   | 10 липня 2005   | Кунео, Італія             | Ґрунт     | Сара Еррані         | Марія Коритцева Галина Воскобоєва | 3–6, 5–7         |
| Перемога  | 2.   | 20 серпня 2005  | Єзі, Італія               | Тверде    | Сільвія Дісдері     | Ліенн Бейкер Франческа Любіані    | 6–2, 2–6, 6–4    |
| Поразка   | 3.   | 12 березня 2006 | Тельде, Іспанія           | Ґрунт     | Сара Еррані         | Ніна Братчикова Алла Кудрявцева   | 1–6, 1–6         |
| Перемога  | 3.   | 26 січня 2007   | Капріоло, Італія          | Килим (i) | Сара Еррані         | Марія Коритцева Дар'я Кустова     | 6–4, 7–5         |
| Перемога  | 4.   | 26 березня 2007 | Латина, Італія            | Тверде    | Сара Еррані         | Стефані Коен-Алоро Селіма Сфар    | 6–3, 1–6, 7–6(2) |
| Перемога  | 5.   | 27 травня 2007  | Горіція, Італія           | Ґрунт     | Стефанія К'єппа     | Денізе Маскеріні Аня Прислан      | 6–3, 6–0         |
| Поразка   | 4.   | 27 вересня 2008 | Лечче, Італія             | Ґрунт     | Стефанія К'єппа     | Міхаела Похабова Клаудія Бочова   | 4–6, 1–6         |
| Перемога  | 6.   | 11 вересня 2010 | Казале-Монферрато, Італія | Ґрунт     | Федеріка ді Сарра   | Федеріка Граціозо Вів'єнне В'єрін | 6–2, 6–2         |
| Перемога  | 7.   | 10 вересня 2011 | Казале-Монферрато, Італія | Ґрунт     | Ірина Смірнова      | Морґан Понс Аліс Тіссе            | 6–1, 6–3         |
| Перемога  | 8.   | 15 жовтня 2011  | Кальярі, Італія           | Ґрунт     | Аліче Саворетті     | Валерія Подда Яде Схулінк         | 6–4, 6–4         |
| Поразка   | 5.   | 3 вересня 2012  | Трієст, Італія            | Ґрунт     | Аліче Саворетті     | Петра Крейсова Джесіка Малечкова  | 6–7(4), 1–6      |